# Společenství svatých
Společenství svatých (ve starších formulacích Apoštolského vyznání víry svatých obcování) je článek křesťanského vyznání víry.
Vyjadřuje víru ve sdílení prostředků milosti Boží, společenství ve víře napříč prostorem a časem (i za hranice smrti, sepjetí ecclesia militans (církve bojující - na Zemi) a ecclesia triumphans (církve zvítězilé) i společenství lidí v církvi. Nejvíce se manifestuje prostředky svátostí, Večeře Páně a křtu a rovněž prostředky bratrské pomoci, sdílení, charity.